# Слик (тип автомобильных шин)
Слик (англ. slick) — абсолютно гладкая шина, не имеющая ни канавок (протектора), ни иных элементов, уменьшающих пятно контакта с трассой. Первые произведённые сли́ки были разработаны компанией M&H Tires в начале 1950-х годов, это были шины для дрэг-рейсинга. На гоночных автомобилях в сухую погоду используются гладкие шины для того, чтобы снизить деформацию под нагрузкой, уменьшив его износ, тем самым позволив применять в изготовлении шин более пористые мягкие материалы (благодаря меньшей деформации они меньше перегреваются и плавятся), обладающие бо́льшим сцеплением с дорогой. Бо́льшее сцепление с дорогой, в свою очередь, обусловлено более сильной адгезией между шиной и покрытием.
Данный тип шин обеспечивает большее сцепление с дорогой только на сухих дорогах, но имеет намного более плохое сцепление на мокрых дорогах. Из-за этого слики не подходят для использования на дорогах общего пользования, так как автомобили, эксплуатируемые на таких дорогах, должны быть готовы ко всем погодным условиям. Они находят применение в автомобильных соревнованиях, где участники могут подобрать себе тип шин для заезда в соответствии с погодой (а также сменить их непосредственно во время соревнования).
В Формуле-1 слики были запрещены с сезона 1998 года по сезон 2008 года. В этот период использовалась одна из разновидностей шин типа псевдослик, с четырьмя продольными канавками. С сезона 2009 года слики были возвращены.
В странах «Восточного блока» шины такого типа начали применять в кольцевых автогонках с 1974 года. В советской прессе первоначально использовалось название Сликс.